# Statue équestre de Frédéric III
La statue équestre de Frédéric III est un ancien monument érigé à Wœrth, en France. Le mémorial représentait l’empereur allemand Frédéric III sur son cheval lors de la Bataille de Frœschwiller-Wœrth.

## Description
Le monument était situé dans le parc Kaiser Friedrich. Il y avait un piédestal haut de sept mètres en imposantes pierres de grès des Vosges surmonté d'une statue équestre de bronze de plus de cinq mètres représentant le prince héritier de Prusse Frédéric III indiquant à ses troupes la direction de l'attaque.
Au pied du socle, il y avait une allégorie de soldats germaniques se serrant la main.

## Historique
Ce mémorial commémore la bataille de Wœrth-Frœschwiller de 1870 et la victoire prussienne dans la Guerre franco-allemande de 1870. La région est le théâtre d'un combat qui voit s'affronter 50 000 français tentant de repousser l'armée prussienne forte de 130 000 soldats et où on comptera plus de vingt mille morts. Elle symbolise alors la prise de l'Alsace-Lorraine.
À proximité, l’église de Frœschwiller qui servait d'hôpital pour plus d’une centaine de blessés est incendiée par les allemands qui se sont engagées à reconstruire une église protestante au même emplacement, l'église de la Paix achevée en 1876.
En octobre 1895, le monument conçu par le sculpteur Max Baumbach est inauguré devant plus de 50 000 personnes.
L'église de la Paix et la statue équestre sont classées monument historique par les autorités allemandes, seuls monuments contemporain de l'annexion à faire l'objet d'une protection.
Après le retour de l'Alsace-Moselle à la France, la statue est démantelée sur ordre du général Gouraud par une unité du Génie le 3 août 1919 pour être fondue afin de refaire les cloches de l'église protestante qui avaient été réquisitionnées par les allemands pour la construction de canons au début de la guerre de 14-18. Le socle est toujours présent dans le parc encore entouré de grille en fonte.
La tête de la statue, en parfait état, a cependant été conservée et, après un séjour au musée des Invalides à Paris, revient en 2019 au musée de la bataille du 6 août 1870 à l'initiative des Amis du Musée.